# Eparchia di Melitene degli Armeni

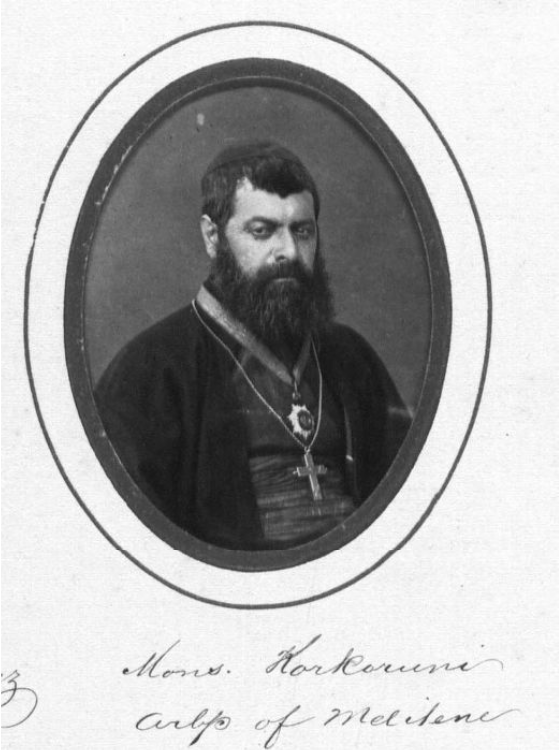
Leon Korkoruni, primo eparca di Melitene.

L'eparchia di Melitene degli Armeni (in latino Eparchia Melitenaea Armenorum) è una sede soppressa della Chiesa armeno-cattolica e sede titolare della Chiesa cattolica.

## Storia
L'eparchia di Melitene, corrispondente alla città di Malatya, è stata eretta nel 1861 da papa Pio IX.
Nel 1890 sono segnalati circa 3.900 armeni cattolici, affidati alle cure di 8 sacerdoti. Nel 1903 erano segnalati circa 4.500 cattolici armeni.
La sede ebbe solo due vescovi: Ghevont Horhorouni, che prese parte al Concilio Vaticano I; e Mikael Khatchadourian, che morì di morte cruenta, strangolato con la catena della sua croce pettorale durante la persecuzione contro gli Armeni.
A causa del genocidio d'inizio Novecento, l'eparchia, come tutte le diocesi armene turche, perse la maggior parte della sua popolazione. L'eparchia fu di fatto soppressa, mentre gli Annuari Pontifici ne hanno segnalato l'esistenza fino al 1972.
Dal 1972 Melitene degli Armeni è annoverata tra le sedi vescovili titolari della Chiesa cattolica; la sede è vacante dal 2 febbraio 2013.

## Cronotassi

### Vescovi residenti
- Ghevont Horhorouni (Leone Kurkoruni) † (15 novembre 1860 - 15 agosto 1897 deceduto)
- Mikael Khatchadourian (Kaciadurian) † (6 febbraio 1899 - agosto 1915 deceduto)

### Vescovi titolari
- Nersès Tayroyan † (1º ottobre 1972 - 4 agosto 1986 deceduto)
- Jean Teyrouz, I.C.P.B. (27 settembre 2000 - 2 febbraio 2013 nominato eparca della Santa Croce di Parigi)